# Arezzo (provins)
Arezzo är en provins i regionen Toscana i Italien. Arezzo är huvudort i provinsen. Provinsen var en del av Storhertigdömet Toscana fram till 1859 och ingick i Centralitaliens förenade provinser innan det efter en folkomröstning annekterades av Kungariket Sicilien 1860.

## Administrativ indelning
Provinsen Arezzo är indelad i 36 comuni (kommuner). Alla kommuner finns i lista över kommuner i provinsen Arezzo.
| Datum          | Ny kommun                 | Kommuner som upphörde                 |
| -------------- | ------------------------- | ------------------------------------- |
| 1 januari 2014 | Castelfranco Piandiscò    | Castelfranco di Sopra och Pian di Sco |
| 1 januari 2014 | Pratovecchio Stia         | Pratovecchio och Stia                 |
| 1 januari 2018 | Laterina Pergine Valdarno | Laterina och Pergine Valdarno         |

## Geografi
Provinsen Arezzo gränsar:
- i norr mot provinsen Forlì-Cesena
- i nordost mot provinsen Pesaro e Urbino
- i öst mot provinsen Perugia
- i sydväst mot provinsen Siena
- i nordväst mot provinsen Florens